# Rohin Francis
Rohin Francis (...) è un cardiologo e divulgatore scientifico britannico.

## Primi anni di vita e istruzione
Secondo sue dichiarazioni è di origini bengalesi . 

## Carriera

### Università
Francis è stato uno studente presso l'University College di Londra, dove ha studiato l'uso della risonanza magnetica per immagini (MRI) come mezzo per visualizzare l'infarto miocardico acuto . 

### Comunicazione scientifica
Francis è un divulgatore scientifico, con oltre 500.000 follower sul suo canale YouTube Medlife Crisis .  Nel mezzo della pandemia di COVID-19, Francis ha iniziato a creare contenuti più seri parlando di argomenti come il coronavirus, il razzismo sistemico e la pseudoscienza .  In un'intervista rilasciata presso la rivista Men's Health, Francis ha descritto perché e come le persone avrebbero dovuto affrontare con positività la malattia da coronavirus pur riconoscendone la gravità.  Ha anche affermato come fosse appropriato il comportamento di YouTube riguardo la demonetizzazione dei video relativi al coronavirus in quanto questa azione avrebbe potuto mitigare la diffusione di disinformazione. 

#### Ricerca pubblica
Francis si è espresso contro la proprietà privata e la concessione di licenze per la ricerca finanziata con fondi pubblici .  Ha criticato aziende come Elsevier per i loro elevati margini di profitto, ottenuti concedendo in licenza diverse ricerche finanziate con fondi pubblici .  Ha anche pubblicamente sostenuto Alexandra Elbakyan, la creatrice del sito web Sci-Hub, per i suoi sforzi per rendere la ricerca più accessibile. 

### Pubblicazioni accademiche
- (EN) Hausenloy, Effect of remote ischaemic conditioning on clinical outcomes in patients with acute myocardial infarction (CONDI-2/ERIC-PPCI): a single-blind randomised controlled trial, in The Lancet, vol. 394, 19 ottobre 2019,  pp. 1415–1424, DOI:10.1016/S0140-6736(19)32039-2, ISSN 0140-6736 (WC · ACNP), PMID 31500849.
- (EN) Francis, Myocardial biopsy: techniques and indications, in Heart, vol. 104, 1º giugno 2018,  pp. 950–958, DOI:10.1136/heartjnl-2017-311382, ISSN 1355-6037 (WC · ACNP), PMID 29032361.
- (EN) Kotecha, Myocardial Edema and Prognosis in Amyloidosis, in Journal of the American College of Cardiology, vol. 71, 2018,  pp. 2919–2931, DOI:10.1016/j.jacc.2018.03.536, PMID 29929616.
- (EN) Francis, Prospective comparison of novel dark blood late gadolinium enhancement with conventional bright blood imaging for the detection of scar, in Journal of Cardiovascular Magnetic Resonance, vol. 19, 21 novembre 2017,  p. 91, DOI:10.1186/s12968-017-0407-x, PMID 29162123.

Francis ha scritto anche per The Conversation, la rivista The Medical Student e The Guardian .  

## Link esterni
- Sito ufficiale, su medlifecrisis.co.uk.
- Rohin Francis' channel on YouTube

1. ↑  (EN)  https://www.youtube.com/watch?v=IG2SX8tPel4.
2. ↑  (EN) UCL, Rohin Francis, su UCL Institute of Cardiovascular Science, 9 settembre 2019. URL consultato il 6 giugno 2020.
3. ↑  (EN) Premela, YouTube Channels Aspiring Medics Should Check Out, su The Medic Portal, 14 febbraio 2020. URL consultato il 6 giugno 2020.
4. ↑   https://www.buzzsprout.com/688397/3141499-covid-19-and-the-nhs-with-rohin-francis.
5. ↑  (EN) Ellis, A Doctor Gives 6 Reasons to Be Optimistic About Beating Coronavirus, su Men's Health, 14 marzo 2020. URL consultato il 6 giugno 2020.
6. ↑  (EN) Stokel-Walker, YouTube's Independent Creators Are Mad That They Can't Say 'Coronavirus', su Medium, 30 marzo 2020. URL consultato il 6 giugno 2020.
7. 1 2  (EN) The Biggest Scandal in Science, su www.medpagetoday.com, 22 ottobre 2020. URL consultato il 27 ottobre 2020.
8. ↑   Should Knowledge Be Free? - YouTube, su www.youtube.com. URL consultato il 27 ottobre 2020.
9. ↑  (EN) Rohin Francis, su The Conversation. URL consultato il 6 giugno 2020.
10. ↑   https://www.theguardian.com/healthcare-network/views-from-the-nhs-frontline/2016/may/09/good-death-should-doctors-patients-last-life-goal.